# Павловка (Угловский район)
Па́вловка — село в Угловском районе Алтайском крае. Административный центр Павловского сельсовета.

## История
Основано в 1907 году. В 1928 г. деревня состояла из 372 хозяйств, основное население — русские. В административном отношении являлась центром Павловского сельсовета Угловского района Рубцовского округа Сибирского края.

## Население
| 1926  | 1997  | 1998  | 1999  | 2000  | 2001  | 2002  | 2003  | 2004  |
| ----- | ----- | ----- | ----- | ----- | ----- | ----- | ----- | ----- |
| 1899  | ↘1307 | ↗1316 | ↗1337 | ↗1351 | ↘1316 | ↘1278 | ↗1286 | ↘1272 |
| 2005  | 2006  | 2007  | 2008  | 2009  | 2010  | 2011  | 2012  | 2013  |
| ↗1273 | ↘1229 | ↘1211 | ↘1197 | ↘1078 | ↘1057 | →1057 | ↘1013 | ↘1000 |

## Известные уроженцы
- Мищенко, Алексей Леонидович (род. 1988) — российский военный деятель, подполковник, Герой Российской Федерации.